# José Maria Eymael
José Maria Eymael, né le 2 novembre 1939, est un homme politique brésilien.

## Biographie
Né à Porto Alegre le 2 novembre 1939, José Maria Eymael est diplômé en philosophie et en droit à l'Université pontificale catholique du Rio Grande do Sul.
Membre des Jeunes démocrates-chrétiens à Porto Alegre, il rejoint le Parti démocrate chrétien en 1962. Quand le parti est dissous, sous la dictature militaire, par la loi organique AI-2 (pt) du 27 octobre 1965, José Maria Eymael est responsable de sa réorganisation dans l'État de São Paulo.
En 1985, il est sans succès candidat à la mairie de São Paulo avec le jingle Ey Ey Eymael, um democrata cristão....
De 1986 à 1994, il est député au Congrès fédéral. En 1995, deux ans après l’alliance entre le PDC et le PDS, à laquelle il s’est opposé, il fonde le Parti social-démocrate chrétien (PSDC).
Il est le candidat du PSDC aux élections présidentielles de 2010 et de 2014, où il recueille respectivement 0,09 % et 0,06 % des suffrages exprimés. Il est de nouveau candidat à l'élection de 2022 qu'il termine à la dernière place avec 0,01 % des voix.